# Карлсхаген
Карлсхаген (њем. Karlshagen) општина је у њемачкој савезној држави Мекленбург-Западна Померанија. Једно је од 89 општинских средишта округа Остфорпомерн. Према процјени из 2010. у општини је живјело 3.131 становника. Посједује регионалну шифру (AGS) 13059038.

## Географски и демографски подаци
Карлсхаген се налази у савезној држави Мекленбург-Западна Померанија у округу Остфорпомерн. Општина се налази на надморској висини од 3 метра. Површина општине износи 5,1 km². У самом мјесту је, према процјени из 2010. године, живјео 3.131 становник. Просјечна густина становништва износи 618 становника/km².